# تشاه عيسی (دلغان)
تشاه عيسی (بالفارسية: چاه عیسی) هي قرية تقع في قسم دلغان الريفي (مقاطعة دلغان) في إيران. يقدر عدد سكانها بـ 251 نسمة بحسب إحصاء 2016.